# باده ایشچیل
باده ایشچیل (به ترکی استانبولی: Bade İşcil؛ زادهٔ ۸ اوت ۱۹۸۳) بازیگر زن اهل کشور ترکیه است. از معروف‌ترین آثار او می‌توان به مجموعه‌های تلویزیونی کوزی گونی، ایزل و جنایت های پیش پا افتاده اشاره کرد.

## زندگی و حرفه
باده ایشچیل در ۸ اوت ۱۹۸۳ در استانبول به دنیا آمد. خانواده او مهاجرانی از بلغارستان و رومانی هستند. او فارغ التحصیل دپارتمان مد و طراحی دانشگاه یدی تپه است. او حرفه بازیگری خود را در سال ۲۰۰۷ با ایفای نقش در مجموعۀ تلویزیونی کافه متروپل ساخت شبکه Cine5 به صورت حرفه‌ای شروع کرد. از سال ۲۰۰۹ تا ۲۰۱۱، او شخصیت شبنم سرتونا را در مجموعۀ تلویزیونی ایزل ایفا کرد. او سپس برای بازی در مجموعۀ تلویزیونی کوزی گونی انتخاب شد. در ۳۱ مه ۲۰۱۳، ایشچیل با تاجری به نام مالکوچ سوآلپ که در ماه مارس با او آشنا شده بود ازدواج کرد و بعداً پسرشان آزور را به دنیا آورد. این زوج بعداً در سال ۲۰۱۶ از هم طلاق گرفتند.

## کارنامه هنری
| سال       | عنوان                   | نقش              | توضیحات  |
| --------- | ----------------------- | ---------------- | -------- |
| ۲۰۰۶      | گلپره                   |                  |          |
| ۲۰۰۷      | کافه متروپل             | شبنم             |          |
| ۲۰۱۱–۲۰۰۹ | ایزل                    | شبنم سرتونا      | نقش مکمل |
| ۲۰۱۳–۲۰۱۱ | کوزی گونی               | بانو سینانر      | نقش مکمل |
| ۲۰۱۸–۲۰۱۷ | جنایت های پیش پا افتاده | پلین کانر        | نقش اصلی |
| ۲۰۲۰-۲۰۲۱ | عشق ۱۰۱                 | ایشیک (بزرگسالی) | نقش مکمل |

| سال  | عنوان         | نقش   | توضیحات  |
| ---- | ------------- | ----- | -------- |
| ۲۰۱۷ | دوست‌دختر سابق | فریده | نقش اصلی |

## جوایز و افتخارات
| سال  | جایزه                             | دسته                           | نام اثر   |
| ---- | --------------------------------- | ------------------------------ | --------- |
| ۲۰۱۲ | ستاره‌های تلویزیونی روزنامه آیاکلی | بهترین بازیگر نقش مکمل زن درام | کوزی گونی |
| ۲۰۱۲ | دانشگاه گالاتاسرای                | بهترین بازیگر زن               | کوزی گونی |